# Hilde Domin
Hilde Palm (Colonia, 27 de julio de 1909- Heidelberg el 22 de febrero de 2006), nacida Hilde Löwenstein y también conocida como Hilde Domin, fue una poeta alemana. 

## Trayectoria
Hilde Löwenstein nació el 27 de julio de 1909 en Colonia, en el seno de una familia tradicional judía.
Entre los años 1929 y 1932 estudió en las universidades de Heidelberg, Colonia y Berlín. Poco después, y debido al ascenso al poder del Partido Nacional Socialista en Alemania tuvo que exiliarse a Roma aquel mismo año 1932. Durante su estancia en Italia estudió Filosofía, Derecho y Ciencias Políticas, doctorándose por la Universidad de Florencia en el año 1936. Al año siguiente adoptó el apellido de su marido, Erwin Walter Palm, pasando a ser Hilde Palm. Dada la situación política en Italia la pareja no tardó en marcharse a Inglaterra, con la mirada puesta en el continente americano. Ni en Estados Unidos, México, Argentina y Brasil consiguieron asilo, hasta que llegaron a la República Dominicana en el verano de 1940.
En la República Dominicana, Hilde Palm inició su "nueva vida" como escritora, según ella misma dijo. Durante los años que vivieron en la isla caribeña, el matrimonio Palm realizó una serie de investigaciones que culminarían con la publicación del libro Los monumentos arquitectónicos de la Española, con una introducción a América, impreso en Barcelona en 1955.
A su regreso a Europa, en 1954, se reinstalaron en Heildeberg, ciudad alemana de su juventud universitaria donde se integraron de nuevo en el medio académico y literario. Entonces Hilde Palm trabajó como docente en las universidades de Frankfurt y Mainz, mientras que su marido Erwin Walter Palm, se ocupó de una cátedra de latinoamericanísta.
Fue en 1959 cuando se dio a conocer como Hilde Domin, a sugerencia de su editor y por identificación con su país de adopción. Con la publicación de su poema Nur eine Rose als Stütze (1959) se consolidó rápidamente como uno de los grandes valores de la lírica en alemán, además de reconocida ensayista.
La crítica la valoró por la sencillez de su obra, al mismo tiempo que por su intenso estilo, aspectos siempre destacados en los innumerables homenajes y premios que le concedieron en su larga vida. Hilde Domin se convirtió en la "gran dama de la literatura alemana de postguerra". En un momento donde todavía se respiraba en el ambiente los aires de la escritora y poeta Else Lasker-Schüler y donde la bravura de la autora Ingeborg Bachmann era insignia femenina, se convirtió en un vaso comunicante, por su situación de mujer, de judía y de exiliada.
Desde los años 60 los textos de Hilde Domin estuvieron presentes en los manuales de literatura para la enseñanza.
Sus obras fueron traducidas a más de veinte idiomas. Su poema Ich will dich – Begegnungen mit Hilde Domin da título a la película documental sobre su vida.
En 2005 se la concedió la máxima distinción de la República Dominicanaː la Orden del Mérito de Duarte, Sánchez y Mella, en reconocimiento a su labor literaria y al trabajo desarrollado en este país.
Falleció en 2006 a los 96 años, en su residencia de Heidelberg.

## Obras
- Herbstzeitlose (1955)
- Ziehende Landschaft (1955)
- Wo steht unser Mandelbaum (1957)
- Nur eine Rose als Stütze (1959)
- Rückkehr der Schiffe (1962)
- Linguistik (1963)
- Hier (1964)
- Tokaidoexpress (1964)
- Höhlenbilder (1968)
- Das zweite Paradies. Roman in Segmenten (1968)
- Wozu Lyrik heute. Dichtung und Leser in der gesteuerten Gesellschaft (1968)
- Ich will dich (1970)
- Von der Natur nicht vorgesehen. Autobiographisches (1974)
- Aber die Hoffnung. Autobiographisches aus und über Deutschland (1982)
- Unaufhaltsam (1962)
- Rufe nicht
- Der Baum blüht trotzdem (1999)
- Magere Kost
- Haus ohne Fenster

## Premios
- 1971 Meersburguer Droste - Preis
- 1974 Roswitha Prize
- 1976 Rainer Maria Rilke - Preis für lyrik
- 1983 Nelly Sachs Prize
- 1992 Friedrich-Hölderlin-Preis of the city of Bad Homburg
- 1995 Literaturpreis der Konrad-Adenauer-Stiftung
- 1999 Jakob-Wassermann-Literaturpreis
- 1999 State Prize of the Federal state of North Rhine-Westphalia
- 2004 Honorary citizenship (Ehrenbürgerin) City of Heidelberg
- 2005 Orden del Mérito de Duarte, Sánchez y Mella, en el grado de Commendador, which is the highest order of the Dominican Republic.